# پتانسیل ترمودینامیکی
پتانسیل ترمودینامیکی یک پتانسیل اسکالر است که برای بیان وضعیت ترمودینامیکی یک سیستم فیزیکی به کار می‌رود. پتانسیل‌های ترمودینامیکی، متغیرهای اسکالری می‌باشند که برای ارزیابی انرژی ذخیره شده در سیستم استفاده می‌شوند. پتانسیل‌ها برای اندازه‌گیری تغییرات انرژی هنگامی که از حالت اولیه به حالت نهایی استفاده می‌شوند. از پتانسیل‌های مختلف با توجه به متغیرهای محدودکننده در سیستم همانند فشار و حجم استفاده مشود. به عنوان مثال هر دو پتانسیل گیبز و هلمهولتز به عنوان انرژی قابل دسترس برای انجام کار مفید شناخته می‌شوند هنگامی که به ترتیب فشار و دما یا حجم و دما در سیستم ثابت نگه داشته شوند. پنج پتانسیل مهم در ترمودینامیک به صورت جدول زیر تعریف شده‌اند:
| نام                          | نماد                                               | فرمول                                                                         | متغیرهای طبیعی                   |
| ---------------------------- | -------------------------------------------------- | ----------------------------------------------------------------------------- | -------------------------------- |
| انرژی درونی                  | {\displaystyle U}                                  | {\displaystyle \int (TdS-pdV+\sum _{i}\mu _{i}dN_{i})}                        | {\displaystyle S,V,\{N_{i}\}}    |
| انرژی آزاد هلمولتز           | {\displaystyle F}                                  | {\displaystyle U-TS}                                                          | {\displaystyle T,V,\{N_{i}\}}    |
| آنتالپی                      | {\displaystyle H}                                  | {\displaystyle U+pV}                                                          | {\displaystyle S,p,\{N_{i}\}}    |
| انرژی آزاد گیبس              | {\displaystyle G}                                  | {\displaystyle U+pV-TS}                                                       | {\displaystyle T,p,\{N_{i}\}}    |
| پتانسیل لاندو (پتانسیل بزرگ) | {\displaystyle \Omega }, {\displaystyle \Phi _{G}} | {\displaystyle U-TS-}{\displaystyle \sum _{i}\,}{\displaystyle \mu _{i}N_{i}} | {\displaystyle T,V,\{\mu _{i}\}} |